# 1415

## Събития
- 25 октомври – Битка при Азенкур от Стогодишната война. Решителна английска победа.

## Родени
- Василий II, велик княз на Москва

## Починали
- 6 юли – Ян Хус, Чешки национален герой